# Ilhas Pitiusas

Ilhas Pitiusas (em azul)

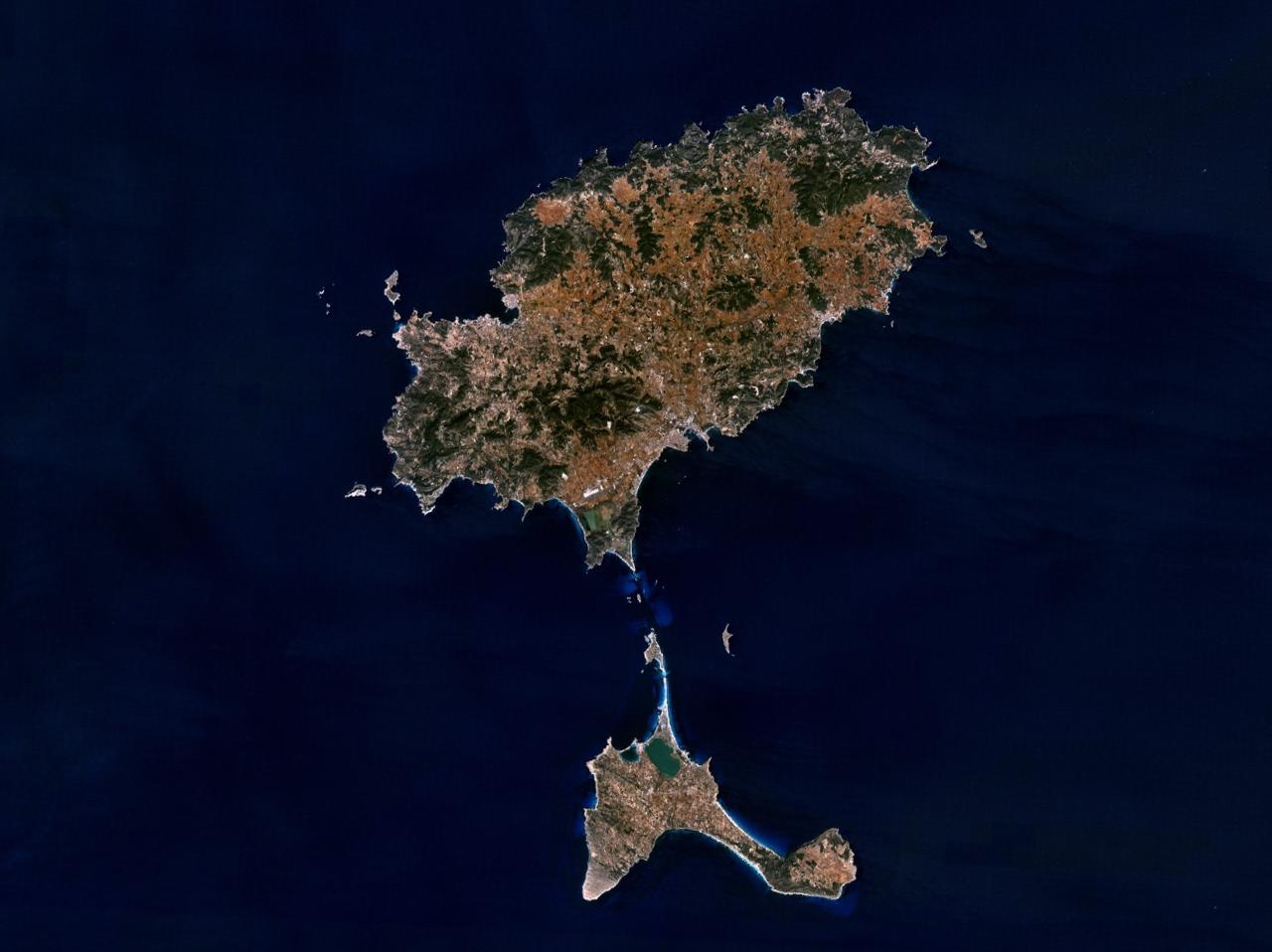
Imagem satélite das ilhas Pitiusas

As Ilhas Pitiusas (em catalão:  Illes Pitiüses, em castelhano:  Islas Pitiusas, do grego antigo: πιτύα, pitýa - que significa pinheiro) são um subarquipélago das Ilhas Baleares, no mar Mediterrâneo, composto pelas ilhas principais Ibiza (ou Eivissa) e Formentera), pelos ilhéus S'Espalmador e S'Espardell e ainda por outros pequenos ilhéus próximos.
As ilhas Pitiusas ficam a cerca de 100 km a sudoeste de Majorca, e a cerca de 80 km a leste do Cap de la Nau, na Península Ibérica.

## História
O nome de "Pitiusas" já foi comentado por Plínio, o Velho, por existir um grande número de pinheiros que povoavam as duas ilhas principais. Ao contrário que sucede presentemente, os antigos gregos e romanos diferenciavam claramente as Pitiusas do resto das Baleares, que denominavam Gimnésias e nas quais incluíam unicamente Mallorca e Menorca.
As ilhas caracterizam-se pela presença de espécies e subespécies de mamíferos e répteis endémicos, normalmente de tamanho maior que os seus parentes no continente europeu. A maioria da fauna e flora autóctones está ameaçada pela proliferação urbanística e pela introdução de espécies forasteiras, especialmente em Ibiza (Eivissa).

## Imagens

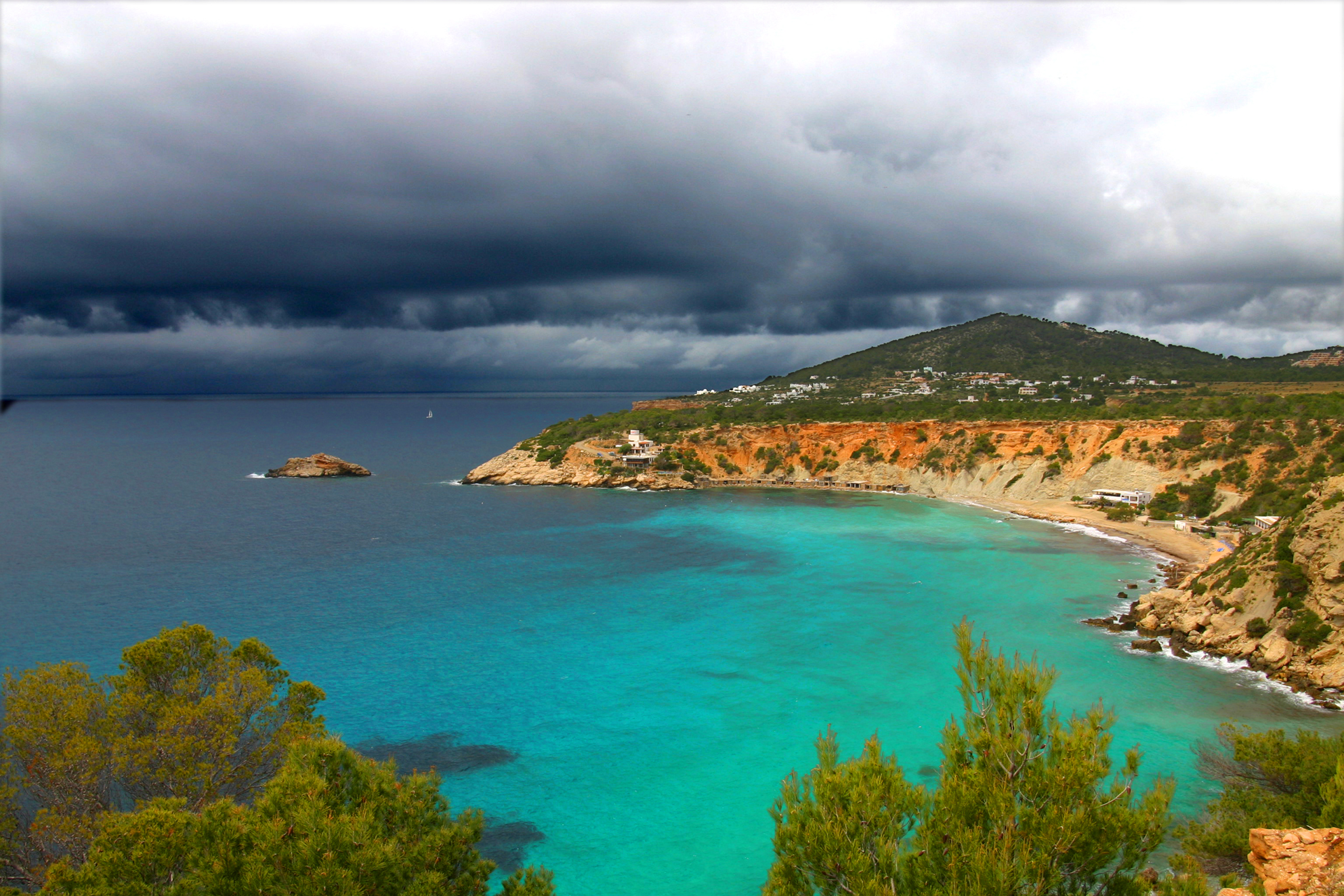
Praia em Ibiza
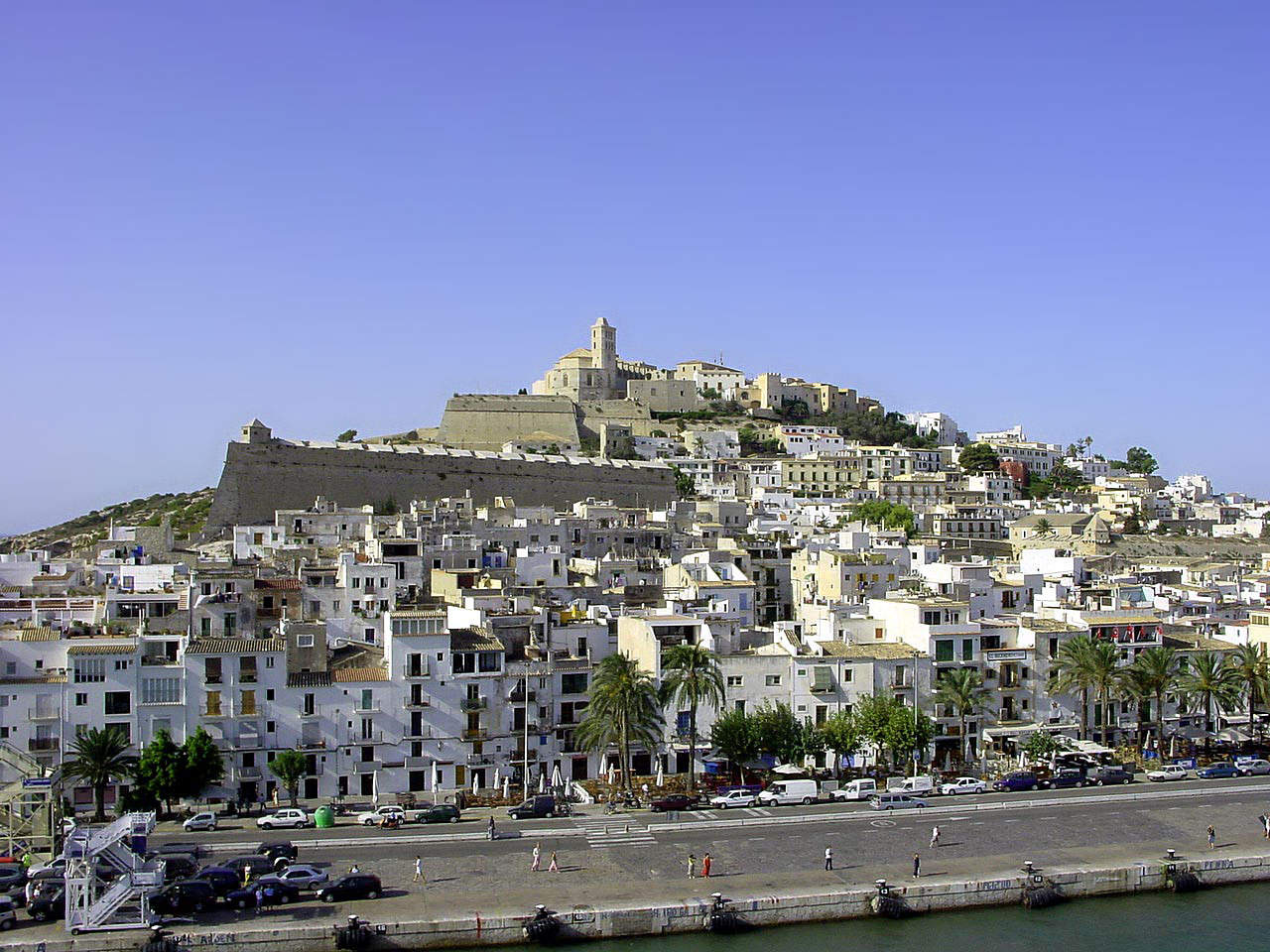
Ibiza (cidade)
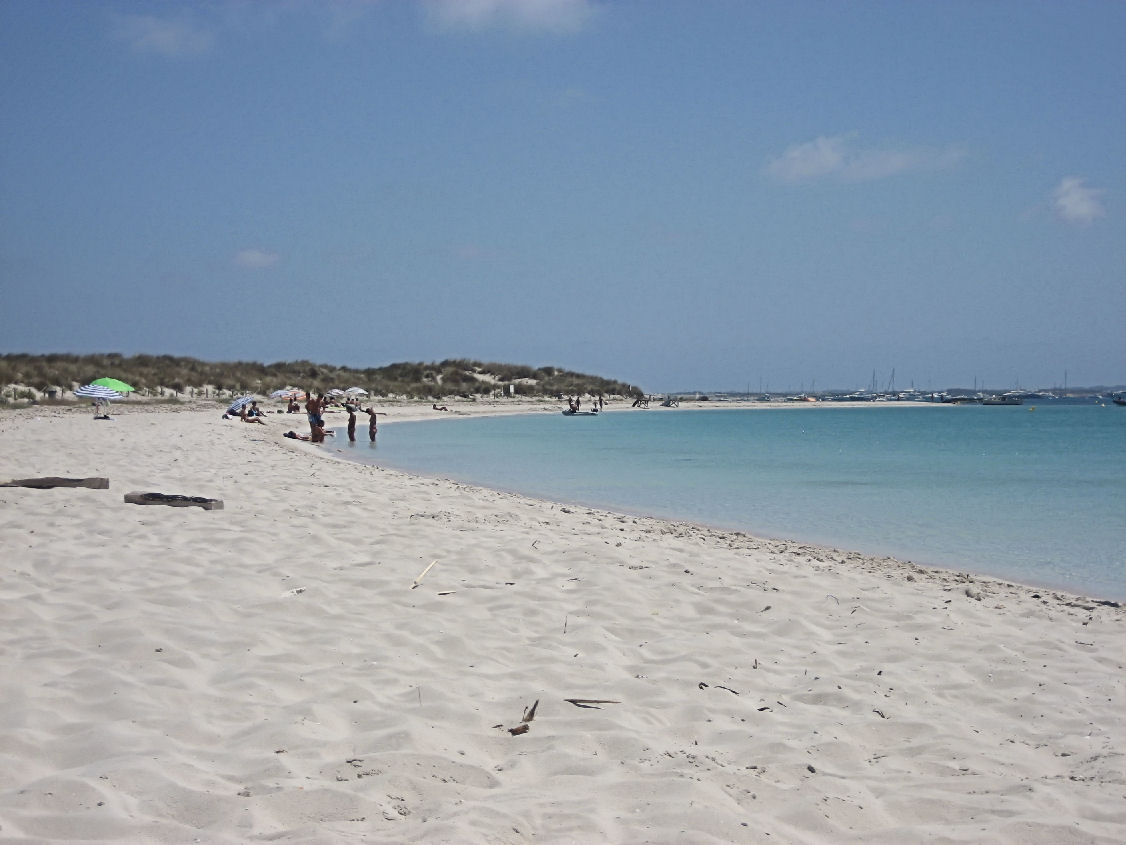
Praia em Formentera